# عبد الله الجنابي
عبد الله الجنابي (مواليد 1951) عضو في تنظيم الدولة الإسلامية (داعش) والقائد السابق لمجلس شورى المجاهدين في الفلوجة. حصل على السلطة بعد مساعدته في تدمير التمرد في معركة الفلوجة الأولى.
كان حاضرًا في سقوط المدينة في معركة الفلوجة الثانية، لكنه هرب من القوات الأمريكية.
وأجرى الجنابي في وقت لاحق مقابلة مع قناة الجزيرة التلفزيونية.
في 9 يناير 2005، أصدرت المحكمة الجنائية المركزية مذكرة توقيف بحقه.
بعد سقوط الفلوجة في أيدي تنظيم الدولة الإسلامية في العراق والشام والقوات الأخرى المناهضة للحكومة في يناير 2014، عاد الجنابي إلى الفلوجة وبدأ بإلقاء خطب أسبوعية في مسجد سعد بن أبي وقاص شمال الفلوجة. وقال الجنابي للمصلين في المسجد إن «الدماء ايادي رجال الشرطة ملطخة بالدماء. واستُخدمت مباني الشرطة للتعذيب وانتزاع الاعترافات.. ويجب تطهيرها». وفي إشارة إلى الجيش العراقي قال «نقسم بالله عز وجل ودماء الشهداء ان الجيش الصفوي لن يدخل المدينة الا على جثثنا». كما وزع منشورات تعلن عن تشكيل «هيئة الأمر بالمعروف والنهي عن المنكر» الجديدة لتطبيق قواعدها الإسلامية الصارمة.
وخلال خطبه، قام نحو 200 من المسلحين الملثمين باستخدام سيارات الشرطة المنهوبة بحراسة الطريق المؤدي إلى المسجد، حيث تم فحص المصلين بحثًا عن أسلحة.
ومنذ عام 2015، هو خطيب وعضوًا في «مجلس الشريعة» لتنظيم الدولة الإسلامية (داعش).